# Igney (Meurthe i Mosel·la)
Igney és un municipi francès situat al departament de Meurthe i Mosel·la i a la regió del Gran Est. L'any 2007 tenia 113 habitants.

## Demografia

### Població
El 2007 la població de fet d'Igney era de 113 persones. Hi havia 48 famílies, de les quals 16 eren unipersonals (4 homes vivint sols i 12 dones vivint soles), 20 parelles sense fills i 12 parelles amb fills.
La població ha evolucionat segons el següent gràfic:
Habitants censats

### Habitatges
El 2007 hi havia 58 habitatges, 50 eren l'habitatge principal de la família, 7 eren segones residències i 1 estava desocupat. 50 eren cases i 8 eren apartaments. Dels 50 habitatges principals, 41 estaven ocupats pels seus propietaris i 9 estaven llogats i ocupats pels llogaters; 3 tenien dues cambres, 4 en tenien tres, 9 en tenien quatre i 34 en tenien cinc o més. 39 habitatges disposaven pel capbaix d'una plaça de pàrquing. A 19 habitatges hi havia un automòbil i a 22 n'hi havia dos o més.

### Piràmide de població
La piràmide de població per edats i sexe el 2009 era:
| Homes | Edats   | Dones |
| ----- | ------- | ----- |
| 0     | 95 o +  | 0     |
| 0     | 90 a 94 | 0     |
| 0     | 85 a 89 | 4     |
| 4     | 80 a 84 | 0     |
| 0     | 75 a 79 | 4     |
| 4     | 70 a 74 | 4     |
| 0     | 65 a 69 | 0     |
| 8     | 60 a 64 | 4     |
| 0     | 55 a 59 | 4     |
| 4     | 50 a 54 | 4     |
| 4     | 45 a 49 | 4     |
| 8     | 40 a 44 | 4     |
| 8     | 35 a 39 | 4     |
| 4     | 30 a 34 | 8     |
| 0     | 25 a 29 | 4     |
| 0     | 20 a 24 | 0     |
| 8     | 15 a 19 | 0     |
| 12    | 10 a 14 | 0     |
| 8     | 5 a 9   | 12    |
| 4     | 0 a 4   | 4     |

## Economia
El 2007 la població en edat de treballar era de 68 persones, 49 eren actives i 19 eren inactives. De les 49 persones actives 41 estaven ocupades (18 homes i 23 dones) i 8 estaven aturades (5 homes i 3 dones). De les 19 persones inactives 7 estaven jubilades, 8 estaven estudiant i 4 estaven classificades com a «altres inactius».

### Ingressos
El 2009 a Igney hi havia 49 unitats fiscals que integraven 122 persones, la mediana anual d'ingressos fiscals per persona era de 19.112,5 €.

### Activitats econòmiques
Dels 4 establiments que hi havia el 2007, 1 era d'una empresa extractiva, 2 d'empreses financeres i 1 d'una empresa immobiliària.
L'any 2000 a Igney hi havia 5 explotacions agrícoles que ocupaven un total de 785 hectàrees.

## Poblacions més properes
El següent diagrama mostra les poblacions més properes.